# Mariä Himmelfahrt (Baienfurt)

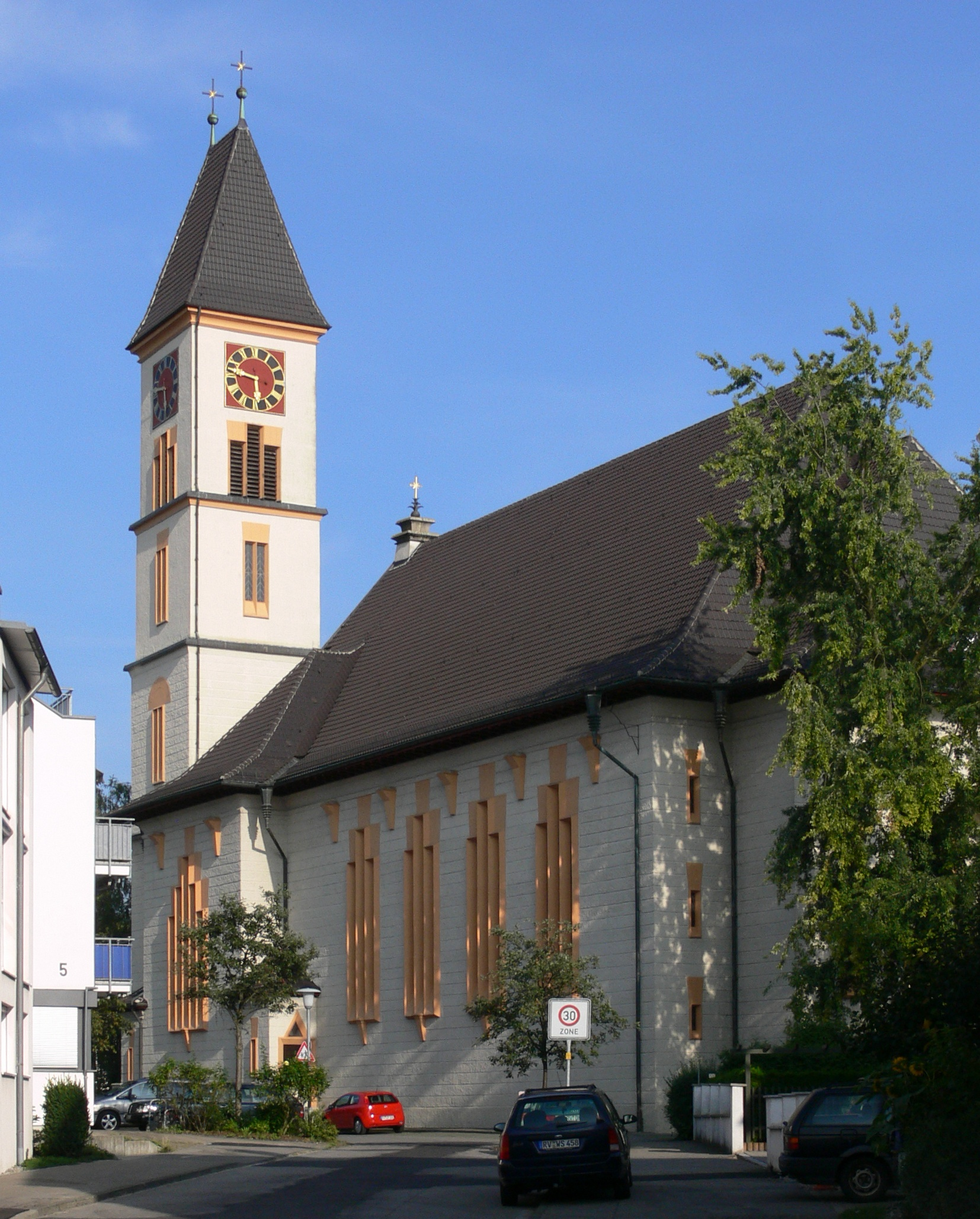
Mariä Himmelfahrt in Baienfurt

Die römisch-katholische Pfarrkirche Mariä Himmelfahrt steht in Baienfurt, einer Gemeinde im Landkreis Ravensburg von Baden-Württemberg. Die kirchliche Gemeinde gehört zur Diözese Rottenburg-Stuttgart. Die Kirche ist als Denkmal beim Landesamt für Denkmalpflege Baden-Württemberg eingetragen.

## Beschreibung
Die Saalkirche wurde 1925–27 nach einem Entwurf von Otto Linder im expressionistischen Baustil erbaut. Sie besteht aus einem Langhaus als Stahlskelettbau, einem eingezogenen, gerade geschlossenen Chor im Osten und einem Chorflankenturm an dessen Nordwand, der zunächst nur bis zur Dachtraufe des Langhauses ausgeführt wurde. Die oberen Geschosse, die den Glockenstuhl und die Turmuhr beherbergen, und das hohe Walmdach wurden dem Chorflankenturm erst 1953 aufgesetzt. Der Innenraum des Langhauses ist mit einem Tonnengewölbe überspannt. Die expressionistische Malerei stammt von Alois Schenk. Die Orgel wurde 1988 als Opus 460 von der Reiser Orgelbau errichtet.